# Ludwig K. Thomas
Ludwig K. Thomas (* 7. August 1933) ist ein deutscher Physiker.
Thomas promovierte 1962 an der TU Berlin, habilitierte sich 1969 und war ab 1970 Professor. Er war im Institut für Metallforschung tätig. 1998 ging er in den Ruhestand.
Thomas befasste sich mit Festkörperphysik, optischen und magnetischen Eigenschaften von Metallen, optischen Eigenschaften dünner Schichten mit Anwendung bei der Nutzung von Solarenergie.
1960 erhielt er die Siemens-Plakette.

## Schriften (Auswahl)
- Werkstoffe, in: Bergmann-Schaefer Lehrbuch der Experimentalphysik, Band 6, De Gruyter 2005